# Clonezilla
Clonezilla es un software libre de recuperación de una imagen creada de un sistema operativo, tiene diversas funcionalidades como crear una imagen del sistema o eliminarla o por ejemplo eliminar una partición. Clonezilla está diseñado por Steven Shiau y desarrollado por el NCHC Labs en Taiwán. Clonezilla SE (Server Edition) ofrece soporte multicast (más de 40 ordenadores simultáneos) similares a Norton Ghost Corporate Edition.

## Clonezilla Live
Clonezilla Live permite a los usuarios clonar una máquina individual, partición o disco para ser reproducido en otro medio. La clonación puede ser guardada como un archivo de imagen o como una copia exacta de datos. Los datos pueden ser guardados localmente (disco duro, pendrive, ........), en un servidor SSH, servidor Samba o un recurso compartido de archivos NFS y luego restaurarlos en una fecha posterior. El software se puede ejecutar ya sea desde un arranque de unidad flash USB o cd/dvd. 

## Clonezilla Server
Clonezilla Server se utiliza para clonar simultáneamente muchos computadores a través de una red. Esto se hace usando un servidor DRBL (Diskless Remote Boot in Linux) y estaciones de trabajo que puede arrancar desde una red.